# Aio Fukuda
Aio Fukuda (福田 愛大 Fukuda Aio?, Kanagawa, 18 de diciembre de 1994) es un futbolista japonés que juega como delantero.

## Trayectoria

### Clubes
| Club         | País  | Año       |
| ------------ | ----- | --------- |
| F. C. Ryukyu | Japón | 2017-2018 |